# Tout est bon dans le cochon
Pour plus de détails, voir Fiche technique et Distribution.
Tout est bon dans le cochon est un téléfilm français diffusé sur France 3 en novembre 2012. Il a été présenté au Festival du film de télévision de Luchon et au Festival du film francophone d'Angoulême en 2012.

## Synopsis
Sophia Eltrani est une jeune femme d'origine marocaine à la recherche d'un emploi. À la suite d'une erreur administrative, son nom devient Beltrani. Un employé de Pôle emploi, la croyant d'origine italienne, lui propose un emploi dans un petit village de la Creuse. Sophia découvre qu'il s'agit d'un emploi de charcutière...

## Fiche technique
- Titre original : Tout est bon dans le cochon
- Réalisation : David Delrieux
- Scénario et dialogues : Saïda Jawad
- Compositeur : Arlad Wrigley
- Montage : Any Goirand
- Directeur de la photographie : Christophe Paturange
- Ingénieur du son : Eric Masson
- Production : Dominique Antoine pour Alchimic Productions
- Durée : 93 minutes
- Première diffusion : 17 novembre 2012 sur France 3
- Lieux de tournage : Peyrat-la-Nonière et Pionnat (Creuse)

## Distribution
- Saïda Jawad : Sophia Eltrani
- Erwan Creignou : Pierre
- Patrick Bonnel : Louis, le Maire
- Éric Naggar : Roland, le curé
- Isabelle de Botton : La commère
- Urbain Cancelier : l'employé de Pôle emploi
- Cathy Bodet : Monique
- Anatole de Bodinat : Martin
- Pasquale D'Inca : Jacky
- Zoon Besse :
- Charlotte Maury-Sentier : Ginette
- Alain Blazquez : Raoul
- Michel Colson :
- Yveline Hamon :
- Sylvie Huguel :
- Jeanne Lepers : Marie
- Mireille Loron :
- Anne Plumet :
- Laetitia Rochas :

### Récompenses
- 2012 Prix d'interprétation pour Erwan Creignou, avec mention spéciale, au Festival du film de télévision de Luchon [1]